# 鶴見ゆき
鶴見 ゆき（つるみ ゆき、7月21日 - ）は、日本の女性声優。愛知県出身。アクロスエンタテインメント所属。

## 略歴
2020年、アクロスエンタテインメントで準預りの所属となる。2022年より預り所属となる。
高校生の頃、地元の養成所に2年程通っていたが、所内オーディションの日に逃げ出し、1度声優の夢を諦めファッションの専門学校へ進学した。しかし、専門学生時代にファッションショーのナレーターをした際、喋ることが楽しいと感じ再度声優を志す。また、友人から「泣きたいくらいやりたいことをやった方がいい」と言われ奮起。そして、現事務所の養成所を見つけ1人上京した。
初めて受かったオーディションは、声優e-Sports部。
声優になったことは、両親と兄、親しい友人にしか伝えていないとのこと。

## 人物
趣味・特技は空手、ゲーム。
幼少期はよく兄や近所の子らと遊んでおり、5歳の時に父と兄の影響で空手を始め、20歳までやっていた。また、体操教室、書道、水泳を習っていた。小学校からはピアノも習い始めた。しかし、飽きたことにより中学生2年生で習い事は全て辞めてしまった。
両利きであり、特に習い事の書道では右であったが、普段文字を書くときは左利きである。また、箸は両利きであるが、普段は左利きである。空手、ピアノは右利きである。そして、裁縫は左利きである。本人曰く、左右がわからなくなることがあり左右盲であると語っている。
声優を目指したきっかけとして、小学生の頃に見た『機動戦士ガンダムSEED』を挙げており、桑島法子が1人で2役を演じ分けていたことが衝撃的であったと話している。
養成所の頃のあだ名は、「プリンセス」であり、審査の時に空手の道着を着たり、働いたら負けの文字がプリントされたTシャツを着ていたり、好き勝手やっていたためとのこと。
自身の性格については、内弁慶であると話している。
交友関係は、声優e-Sports部所属メンバーらや八木澤実里、成沢風香など。また、八木澤とは養成所が一緒であり、レッスンの終わりに洋服のことについて話したことから仲良くなり親友となった。
声優e-Sports部には2期生として所属しており、ファンからは実況の際の叫び声に定評があると言われている。
2019年7月19日にTwitterアカウントを開設している。
ツイキャスでの配信は2022年4月19日が初配信である。また、2022年12月24日には初めての実写配信としてクリスマスパーティーを友人の八木澤実里と一緒に行っている。
YouTube自体は2021年01月23日に開設していたが、初配信は2022年08月11日である。また、2022年12月25日にLive2Dを使用した、いわゆるバーチャルYouTuber形式の配信を開始した。

## 出演

### 映画
- 太陽は動かない（2021年3月）

### ゲーム
- ELYON（英語版）（2020年12月、ヒナ、その他）
- Knights Chronicle（ナイツクロニクル）（2021年4月、マティーナ）
- フェアリーフェンサー エフ Refrain Chord（2022年9月、アン、妖聖ディアー、歌妖聖ヌヴァンスカ）[15]

### テレビ番組
※はインターネット配信。
- CIAOちゅ〜るpresents オールねこ感謝祭‼︎ニャン♪にゃん♪オフ会2021（2021年2月、BSテレ東）ボイスオーバー
- CIAOちゅ〜るpresents オールねこ感謝祭‼︎ニャン♪にゃん♪オフ会2022（2022年2月、BSテレ東）ボイスオーバー
- 木曜日だからゲッチャ（2022年2月、YouTube※）#119ゲスト
- CIAOちゅ〜るpresents オールねこ感謝祭‼︎ニャン♪にゃん♪オフ会2023（2023年2月、BSテレ東）ボイスオーバー[16]

### ドラマCD
- 六本木サディスティックナイト　舞台裏に潜む毒牙編（2021年10月、レッスン生役）

### その他コンテンツ
- プロジェクト「声優e-Sports部」二期生（2020年5月 - ）YouTubeでのゲーム実況
- ナレーション
  - UレジSTORE PV（2020年12月、USEN）
  - UレジFOOD PV（2020年12月、USEN）
- 3月度GGC主催 APEX LEGENDS大会（2021年3月）実況
- 温泉むすめ（2022年 - 、奥飛騨五十鈴[17][注 1]）